# Сорокина, Дарья Романовна
Дарья Романовна Сорокина (азерб. Darya Romanovna Sorokina; род. 29 ноября 2002, Баку) — азербайджанская гимнастка, бронзовый призёр чемпионата мира 2022 года, победитель и бронзовый призёр чемпионата Европы 2023 года, серебряный и двукратный бронзовый призёр чемпионата Европы 2020 года, трёхкратный бронзовый призёр чемпионата Европы 2022 года, двукратная победительница и серебряная призёрка V Игр исламской солидарности, мастер спорта, представляла Азербайджан на летних Олимпийских играх 2020 года и летних Олимпийских играх 2024 года.

## Карьера
Родилась 29 ноября 2002 года.
Мастер спорта Азербайджана.
Тренерами являются Сияна Василева, Жаля Гаратова.
Член национальной сборной Азербайджана по художественной гимнастике.
В 2014 году на международном турнире «Sanix Cup» в Фукуоке (Япония) заняла 1 место  (5 мячей).
В 2015 году на международном турнире в Щецине (Польша) заняла 2 место  (5 мячей).
Также в 2015 году на международном турнире «Gracia Cup» в Будапеште (Венгрия) заняла 1 место  (5 мячей).
В 2016 году на международном турнире «ZHULDYZ-CUP» в Астане (Казахстан) заняла 1 место (булавы), и 2 место (мяч).
На чемпионате Азербайджана по художественной гимнастике 2016 года заняла третье место (скакалка).
В 2017 году на международном турнире в Софие (Болгария) заняла 3 место (10 булав).
Также в 2017 году на международном турнире в Пезаро (Италия) заняла 3 место (10 булав).
В 2018 году на международном турнире «Asker Cup» в Аскер (Норвегия) заняла третье место (обруч).
На кубке мира серии Челендж в Клуж-Напока (Румыния) заняла второе место (многоборье, 5 мячей), и третье место (3 обруча/2 пары булав).
На чемпионате Европы по художественной гимнастике 2020 года завоевала серебряную медаль (многоборье), третье место в командном зачёте (3 обруча/2 пары булав).
На кубке мира по художественной гимнастике 2021 в Баку заняла третье место (5 мячей).
На кубке мира по художественной гимнастике 2021 в Софии (Болгария) заняла 2 место (многоборье), 3-е место (3 обруча и 2 пары булав).
На чемпионате мира по художественной гимнастике 2022 завоевала бронзовую медаль (3 ленты и 2 мяча).
На V Играх исламской солидарности завоевала золотую медаль (многоборье, 3 ленты и 2 мяча), и серебряную медаль (5 обручей).
На чемпионате Европы по художественной гимнастике 2022 завоевала бронзовую медаль (многоборье, 5 обручей, 3 ленты и 2 мяча).
На кубке мира по художественной гимнастике 2022 в Памплоне (Испания) завоевала третье место (многоборье, 3 ленты и 2 мяча).
На кубке мира по художественной гимнастике 2022 в Баку заняла 1 место (5 обручей) и 2-е место (многоборье).
На чемпионате Европы по художественной гимнастике 2023 завоевала золотую медаль (3 ленты и 2 мяча) и бронзовую медаль (многоборье). Это стало первой золотой медалью Азербайджана на чемпионатах Европы по художественной гимнастике в групповых упражнениях.
На кубке мира по художественной гимнастике 2023 в Портимао (Португалия) завоевала бронзовую медаль (многоборье).
На кубке мира по художественной гимнастике 2023 в Баку также завоевала бронзовую медаль (многоборье, 3 ленты и 2 мяча).
В 2023 году на 34-м Гран-при по художественной гимнастике прошедшем в Тье (Франция) заняла 2 место (3 ленты и 2 мяча), и 3 место (5 обручей).
31 марта 2024 года на 35-м Гран-при по художественной гимнастике, в Тье (Франция) завоевала золотые медали в выполнении упражнений с 5 обручами.
В апреле 2024 года завоевала золотые медали в упражнениях с 5 обручами, 3 лентами и 2 мячами на международном турнире «Tallinn Open 2024» (Таллин, Эстония).
В апреле 2024 года Сорокина в составе команды Азербайджана взяла бронзу в многоборье (пять обручей и три ленты + два мяча) и в упражнении с пятью обручами на Кубке мира по художественной гимнастике в Баку. В мае этого же года Сорокина в составе команды Азербайджана взяла бронзу в многоборье и в упражнении с тремя лентами и двумя мячами на Кубке Европы в Баку.
В мае 2024 года, заняв 4 место на чемпионате Европы по художественной гимнастике в групповых упражнениях, выиграла лицензию на олимпийские игры 2024.
В июле 2024 года на международном турнире в Сарагосе (Испания) в составе команды Азербайджана заняла первое место в соревнованиях по многоборью, серебряную медаль в соревнованиях с 5 обручами в выступлениях с разными предметами, и серебряную медаль в упражнениях с тремя лентами и двумя мячами.

## Государственные награды
- Медаль «15–летие Министерства оборонной промышленности Азербайджанской Республики (2005-2020)»[17]
- Медаль «100-летие Пограничной охраны Азербайджана (1919-2019)»[18]